# (500208) 2012 HB28
(500208) 2012 HB28 es un asteroide perteneciente al cinturón de asteroides, descubierto el 24 de abril de 2012 por el equipo del Spacewatch desde el Observatorio Nacional de Kitt Peak, Arizona, Estados Unidos.

## Designación y nombre
Designado provisionalmente como 2012 HB28.

## Características orbitales
2012 HB28 está situado a una distancia media del Sol de 2,572 ua, pudiendo alejarse hasta 2,831 ua y acercarse hasta 2,313 ua. Su excentricidad es 0,100 y la inclinación orbital 8,762 grados. Emplea 1507,05 días en completar una órbita alrededor del Sol.

## Características físicas
La magnitud absoluta de 2012 HB28 es 17,5.